# 近藤冨士雄
近藤 冨士雄（こんどう ふじお、1959年12月22日 - ）は、フリーアナウンサー。元NHKのエグゼクティブアナウンサー。

## 人物
坂井市立三国中学校、福井県立藤島高等学校を経て学習院大学を卒業後、1982年にNHKに入局。高校の同期に元フジテレビアナウンサーの佐々木紀代子（旧姓：石野）がいる。高校、特に地方の高校の同学年からキー局に2人のアナウンサーを輩出したことは非常に稀なことである。高校の後輩には広島テレビアナウンサーの馬場のぶえがいる。また大学では学生放送局（略称：GSRS）に所属。その同期に元札幌テレビアナウンサーの権田裕子がいる。元テレビ朝日アナウンサーの朝岡聡とは大学時代から友人である。福井県で活躍するアナウンサーの私市秀子や谷口祥代、福田布貴子、井上愛梨とも交流がある。
高松局勤務時代、FM放送のローカル番組を担当していた縁で地元のタウン情報誌「月刊タウン情報かがわ」に連載コラムを寄稿していたこともあり、香川県では特に知名度が高い。「月刊タウン情報かがわ」の当時編集長だった田尾和俊は旧友。その番組で1984年12月に尾崎豊のインタビューを行い反響を呼んだ。
大阪局（第1期）時代まではスポーツアナウンサーとして知られており、オリンピックやプロ野球、高校野球、陸上競技、水泳、アメリカンフットボールなどを担当した。特に大塚範一（現フリーアナウンサー）がNHKを退職した後に引き継いだアメリカンフットボールやNFL（全米プロフットボール）の実況で知られ、持ち前の豊富な知識を発揮（NFL専門誌で原稿を書いていたほど）し、アメフト通で知られた大橋巨泉とのコンビで数多くの試合を中継している。また輿亮（富士通・コムアイの実父）、宍戸博昭（共同通信社）、鳥内秀晃(関西学院大学ファイターズ前監督)、生澤浩（Xリーグ広報担当]）、加納みゆき（女優）、タージン（タレント）、増田隆生（元日本テレビ）、有馬隼人（元TBSアナウンサー）らアメリカンフットボールを通した知人・友人も多い。近藤のスーパーボウルの実況はNHKの2021年 の第55回スーパーボウル中継のアバンタイトルでも使われた。そうしたことから現在でも近藤のNHKのNFL中継実況復帰を願うファンは多いと言われる。2020年からフリーアナウンサー。Xリーグ、関東学生アメリカンフットボールリーグ戦の実況などを担当。2024年の全日本大学アメリカンフットボール選手権大会の準決勝・法政大学対関西学院大学の実況は評価が高い。
エンターテインメントへの興味も深く、パーソナリティを務めるラジオ番組には多彩な出演者が登場し人気である。2024年11月の放送では、結成50周年の紙ふうせんとそのプロデューサーだった村井邦彦が同時に出演し話題になった。競技かるたにも関心も示し、歴代名人の西郷直樹、粂原圭太郎、川瀬将義、元クイーンの山下恵令らが出演している。2025年4月にフリーアナウンサーの柿崎元子が出演したことをきっかけに、大学時代から交流がある上柳昌彦（元ニッポン放送アナウンサー）の番組「上柳昌彦 あさぼらけ」の中でもこの番組が紹介された。

## 現在の担当番組
- Xリーグ中継
- 関東学生アメリカンフットボールリーグ戦中継

## 過去の出演番組
- バルセロナオリンピック（1992年）
- ひるどき日本列島（名古屋局時代 「楽しさ満載・名古屋港」 1993.5.17）
- 世界水泳(1994年）
- アジア競技大会広島大会(1994年）
- きびきびワイド（岡山局時代 1997年〜2000年）
- NHKプロ野球他スポーツ中継（メジャーリーグ、NFL、陸上競技日本選手権、競泳日本選手権など）
- 第30回スーパーボウル（1996年）
- 第31回スーパーボウル（1997年）
- 第32回スーパーボウル（1998年）
- 第33回スーパーボウル（1999年）
- シドニーオリンピック（2000年）
- 関西ラジオワイド（大阪局時代 2004年〜2007年）
- かんさいニュース1番（大阪局時代 リリーフキャスター）
- 関西発ラジオ深夜便（番組デスク。一度だけ奈良県をテーマにした回ではアンカー）
- 名古屋放送局アナウンス専任部長
- ほっとイブニング（名古屋局時代 リリーフキャスター及び編集責任者）
- ウイークエンド中部（名古屋局時代 リリーフキャスター及び編集責任者）
- ニュース845 （不定期）
- ニュース645 （不定期）
- 東海3県及び東海北陸地方のニュース
- 名古屋放送局制作番組の編集責任者
- かんさい土曜ほっとタイム（プロデューサー）
- King & Princeがichiban!!! スペシャル（2023年5月22日）
- Xリーグ中継（2021年〜）
- 関東学生アメリカンフットボールリーグ戦中継（2021年〜）